# Santa (tỉnh)
Tỉnh Santa (tiếng Tây Ban Nha: Provincia de Santa) là một tỉnh thuộc vùng Ancash của Peru. Tỉnh Santa có diện tích 4005 km², dân số thời điểm theo điều tra dân số ngày 11 tháng 7 năm 1993 là 338951 người. Tỉnh lỵ đóng ở Chimbote.